# Bezymjanka (metrostation)
Bezymjanka (Russisch: Безымянка) is een station van de metro van Samara. Het station werd geopend op 26 december 1987 als onderdeel van het eerste metrotracé in de stad. Het metrostation bevindt zich onder de kruising van de Oelitsa Pobedy (Overwinningsstraat) en de Novovokzalnaja Oelitsa (Nieuwstationstraat), in het oosten van Samara. Station Bezymjanka is genoemd naar de gelijknamige woonwijk met de vreemde benaming "zonder naam". Deze wijk was vroeger het centrum van de wapenindustrie van Samara.
Het station is ondiep gelegen en beschikt over een perronhal met vierkante zuilen. De zuilen en de wanden langs de sporen zijn bekleed met lichtgrijs marmer. Op beide wanden is een in strook een mozaïek aangebracht dat de luchtmacht uitbeeldt, een verwijzing naar de plaatselijke wapenindustrie. In de vloer, geplaveid met graniet in verschillende tinten grijs, is een wit lijnenmotief verwerkt. Het eilandperron is aan beide uiteinden door middel van brede trappen verbonden met de twee ondergrondse stationshallen. De uitgangen leiden naar de Oelitsa Pobedy.